# Joanna Delanoue
Joanna Delanoue, imię zakonne Joanna od Krzyża (ur. 18 czerwca 1666 w Saumur, zm. 17 sierpnia 1736 tamże) – francuska zakonnica, założycielka zgromadzenia Sióstr św. Anny od Opatrzności Bożej, święta Kościoła katolickiego.
Pochodziła z wielodzietnej rodziny skromnego kramarza. Gdy miała 4 lata (1670), zmarł jej ojciec, a w 1692 zmarła jej matka; wówczas Joanna odziedziczyła dom. Szczególnie pomagała biednym ludziom. Założyła zgromadzenie Świętej Anny od Opatrzności Bożej, Służebnic Ubogich.
Zmarła 17 sierpnia 1736 roku, mając 70 lat, w opinii świętości. Została pochowana w kaplicy domu zakonnego.
Została beatyfikowana przez papieża Piusa XII w 1947, a kanonizowana przez papieża Jana Pawła II 31 października 1982 roku.